# Liga Nacional de Baloncesto 2018
La temporada 2018 de la Liga Nacional de Baloncesto fue la decimotercera temporada de la historia de la competición dominicana de baloncesto. Por primera vez en la historia de la liga, el torneo se redujo a siete equipos, ya que los Huracanes del Atlántico decidieron no participar en el torneo, debido a problemas con su pabellón.
La temporada regular contó con 64 partidos (18 por equipo pero los Leones y los Soles jugaron un partido extra por el desempate), esta comenzó el jueves 7 de junio de 2018 y finalizó el viernes 27 de julio de 2018. Los playoffs de la temporada, comenzaron el domingo 29 de julio de 2018 y terminaron el domingo 19 de agosto de 2018, cuando los Reales de La Vega se coronaron campeones de la liga al derrotar a los Cañeros del Este 4 partidos a 2 en la serie final.
La temporada fue dedicada al exbaloncestista dominicano Luis Felipe López.

## Temporada regular
La temporada regular comenzó el jueves 7 de junio de 2018 con el partido inaugural entre los campeones Metros de Santiago recibiendo a los Indios de San Francisco de Macorís en la Gran Arena del Cibao Dr. Oscar Gobaira. El martes 3 de julio se realizó el Juego de Estrellas. La temporada regular terminó el viernes 27 de julio de 2018 con un partido extra para clasificar entre los Leones de Santo Domingo recibiendo a los Soles de Santo Domingo Este en el Club San Carlos.

### Clasificaciones
| Circuito Norte | Circuito Norte                     | Circuito Norte | Circuito Norte | Circuito Norte | Circuito Norte | Circuito Norte | Circuito Norte | Circuito Norte | Circuito Norte | Circuito Norte |
| Pos.           | Equipo                             | PJ             | G              | P              | %              | PD             | Casa           | Fuera          | Pts            |                |
| -------------- | ---------------------------------- | -------------- | -------------- | -------------- | -------------- | -------------- | -------------- | -------------- | -------------- | -------------- |
| 1              | Indios de San Francisco de Macorís | 18             | 12             | 6              | .667           | -              | 6-3            | 6-3            | 30             |                |
| 2              | Reales de La Vega                  | 18             | 10             | 8              | .556           | 2              | 6-3            | 4-5            | 28             |                |
| 3              | Metros de Santiago                 | 18             | 8              | 10             | .444           | 4              | 4-5            | 4-5            | 26             |                |

| Circuito Sureste | Circuito Sureste              | Circuito Sureste | Circuito Sureste | Circuito Sureste | Circuito Sureste | Circuito Sureste | Circuito Sureste | Circuito Sureste | Circuito Sureste | Circuito Sureste |
| Pos.             | Equipo                        | PJ               | G                | P                | %                | PD               | Casa             | Fuera            | Pts              |                  |
| ---------------- | ----------------------------- | ---------------- | ---------------- | ---------------- | ---------------- | ---------------- | ---------------- | ---------------- | ---------------- | ---------------- |
| 1                | Cañeros del Este              | 18               | 9                | 9                | .500             | -                | 5-4              | 4-5              | 27               |                  |
| 2                | Leones de Santo Domingo       | 19               | 10               | 9                | .526             | -                | 7-3              | 3-6              | 29               |                  |
| 3                | Soles de Santo Domingo Este   | 19               | 9                | 10               | .474             | -                | 7-2              | 2-8              | 28               |                  |
| 4                | Titanes del Distrito Nacional | 18               | 6                | 12               | .333             | 3½               | 5-4              | 1-8              | 23               |                  |

|  | Clasificados a las Finales de Circuito |

1. 1 2 3  Entre Cañeros, Leones y Soles hubo un triple empate, pero los Cañeros clasificaron automáticamente como primeros de la tabla por tener la mejor diferencia de puntos y mejor coeficiente. Los Leones y Soles disputaron un partido extra por la clasificación, en el cual los Leones fueron locales por tener la mejor diferencia de puntos en sus enfrentamientos previos.

### Estadísticas individuales

#### Puntos
| Pos. | Jugador           | Equipo                             | Partidos | Puntos | Promedio |
| ---- | ----------------- | ---------------------------------- | -------- | ------ | -------- |
| 1    | Gerardo Suero     | Indios de San Francisco de Macorís | 16       | 410    | 25.6     |
| 2    | J.J. Moore        | Metros de Santiago                 | 11       | 233    | 21.2     |
| 3    | Juan Miguel Suero | Indios de San Francisco de Macorís | 18       | 308    | 17.1     |
| 4    | Rigoberto Mendoza | Reales de La Vega                  | 16       | 264    | 16.5     |
| 5    | Elías Solimán     | Cañeros del Este                   | 15       | 244    | 16.3     |

#### Rebotes
| Pos. | Jugador         | Equipo                        | Partidos | Rebotes | Promedio |
| ---- | --------------- | ----------------------------- | -------- | ------- | -------- |
| 1    | Jonathan Araujo | Cañeros del Este              | 16       | 186     | 11.6     |
| 2    | Brian Williams  | Titanes del Distrito Nacional | 16       | 166     | 10.4     |
| 3    | Eloy Vargas     | Metros de Santiago            | 15       | 139     | 9.3      |
| 4    | Juan Guerrero   | Leones de Santo Domingo       | 18       | 150     | 8.3      |
| 5    | M.J. Rhett      | Leones de Santo Domingo       | 13       | 94      | 7.2      |

#### Asistencias
| Pos. | Jugador           | Equipo                             | Partidos | Asistencias | Promedio |
| ---- | ----------------- | ---------------------------------- | -------- | ----------- | -------- |
| 1    | Juan Miguel Suero | Indios de San Francisco de Macorís | 18       | 105         | 5.8      |
| 2    | Elías Solimán     | Cañeros del Este                   | 15       | 78          | 5.2      |
| 3    | Juan Coronado     | Reales de La Vega                  | 18       | 86          | 4.8      |
| 4    | José Corporán     | Leones de Santo Domingo            | 19       | 88          | 4.6      |
| 5    | Adris de León     | Metros de Santiago                 | 17       | 78          | 4.6      |

#### Robos
| Pos. | Jugador           | Equipo                             | Partidos | Robos | Promedio |
| ---- | ----------------- | ---------------------------------- | -------- | ----- | -------- |
| 1    | Jaison Valdez     | Soles de Santo Domingo Este        | 17       | 45    | 2.6      |
| 2    | Rigoberto Mendoza | Reales de La Vega                  | 16       | 28    | 1.8      |
| 3    | Gelvis Solano     | Reales de La Vega                  | 17       | 29    | 1.7      |
| 4    | Juan Miguel Suero | Indios de San Francisco de Macorís | 18       | 29    | 1.6      |
| 5    | Richard Bautista  | Titanes del Distrito Nacional      | 17       | 25    | 1.5      |

#### Tapones
| Pos. | Jugador        | Equipo                             | Partidos | Tapones | Promedio |
| ---- | -------------- | ---------------------------------- | -------- | ------- | -------- |
| 1    | Darian Townes  | Reales de La Vega                  | 13       | 27      | 2.1      |
| 2    | Maurice Sutton | Leones de Santo Domingo            | 9        | 16      | 1.8      |
| 3    | Juan Guerrero  | Leones de Santo Domingo            | 18       | 28      | 1.6      |
| 4    | Eloy Vargas    | Metros de Santiago                 | 15       | 21      | 1.4      |
| 5    | Edward Santana | Indios de San Francisco de Macorís | 16       | 19      | 1.2      |

#### Porcentaje de tiros de campo
| Pos. | Jugador           | Equipo                             | Partidos | TCA | TCI | Porcentaje |
| ---- | ----------------- | ---------------------------------- | -------- | --- | --- | ---------- |
| 1    | Edward Santana    | Indios de San Francisco de Macorís | 16       | 90  | 161 | 55.90%     |
| 2    | Juan Guerrero     | Leones de Santo Domingo            | 18       | 95  | 176 | 53.98%     |
| 3    | M.J. Rhett        | Leones de Santo Domingo            | 13       | 87  | 167 | 52.10%     |
| 4    | Gerardo Suero     | Indios de San Francisco de Macorís | 16       | 150 | 294 | 51.02%     |
| 5    | Juan Miguel Suero | Indios de San Francisco de Macorís | 18       | 118 | 233 | 50.64%     |

#### Porcentaje de triples
| Pos. | Jugador        | Equipo                             | Partidos | 3PA | 3PI | Porcentaje |
| ---- | -------------- | ---------------------------------- | -------- | --- | --- | ---------- |
| 1    | Gerardo Suero  | Indios de San Francisco de Macorís | 16       | 34  | 73  | 46.58%     |
| 2    | Courtney Fells | Soles de Santo Domingo Este        | 10       | 27  | 59  | 45.76%     |
| 3    | Ramón Ruiz     | Titanes del Distrito Nacional      | 18       | 31  | 69  | 44.93%     |
| 4    | Yohansy Minaya | Leones de Santo Domingo            | 18       | 30  | 67  | 44.77%     |
| 5    | J.J. Moore     | Metros de Santiago                 | 11       | 31  | 71  | 43.66%     |

#### Porcentaje de tiros libres
| Pos. | Jugador           | Equipo                             | Partidos | TLA | TLI | Porcentaje |
| ---- | ----------------- | ---------------------------------- | -------- | --- | --- | ---------- |
| 1    | Keith Appling     | Cañeros del Este                   | 15       | 72  | 85  | 84.71%     |
| 2    | Gerardo Suero     | Indios de San Francisco de Macorís | 16       | 76  | 91  | 83.52%     |
| 3    | Manuel Guzmán     | Soles de Santo Domingo Este        | 17       | 63  | 76  | 82.89%     |
| 3    | Gregorio Adón     | Titanes del Distrito Nacional      | 17       | 50  | 63  | 79.37%     |
| 4    | Rigoberto Mendoza | Reales de La Vega                  | 16       | 51  | 65  | 78.46%     |

### Premios
- Jugador Más Valioso:[5][6]

-  Gerardo Suero, Indios de San Francisco de Macorís

- Jugador Defensivo del Año:[6]

-  Juan Miguel Suero, Indios de San Francisco de Macorís

- Mejor Sexto Hombre del Año:[6]

-  Johansy Minaya, Leones de Santo Domingo

- Jugador de Más Progreso:[6]

-  Juan Guerrero, Leones de Santo Domingo

- Novato del Año:[6]

-  Jerome Frink, Metros de Santiago

- Dirigente del Año:[6]

-  David Díaz, Indios de San Francisco de Macorís

## Playoffs
|  | Semifinales | Semifinales                        | Semifinales |                  |    | Serie Final       | Serie Final | Serie Final |  |
|  | Mejor de 5  | Mejor de 5                         | Mejor de 5  |                  |    | Mejor de 7        | Mejor de 7  | Mejor de 7  |  |
|  |             |                                    |             |                  |    |                   |             |             |  |
|  |             |                                    |             |                  |    |                   |             |             |  |
|  | N1          | Indios de San Francisco de Macorís | 1           |                  |    |                   |             |             |  |
|  | N1          | Indios de San Francisco de Macorís | 1           |                  |    |                   |             |             |  |
|  | N2          | Reales de La Vega                  | 3           |                  |    |                   |             |             |  |
|  | N2          | Reales de La Vega                  | 3           |                  | N2 | Reales de La Vega | 4           |             |  |
|  |             |                                    |             |                  | N2 | Reales de La Vega | 4           |             |  |
|  |             |                                    | S1          | Cañeros del Este | 2  |                   |             |             |  |
|  | S1          | Cañeros del Este                   | S1          | Cañeros del Este | 2  | 3                 |             |             |  |
|  | S1          | Cañeros del Este                   |             |                  |    | 3                 |             |             |  |
|  | S2          | Leones de Santo Domingo            | 0           |                  |    |                   |             |             |  |
|  | S2          | Leones de Santo Domingo            | 0           |                  |    |                   |             |             |  |
|  |             |                                    |             |                  |    |                   |             |             |  |

- N = Circuito Norte
- S = Circuito Sureste

### Finales del Circuito Norte
| 29 de julio de 2018 | Indios de San Francisco de Macorís                           | 76–75                | Reales de La Vega                                              | |  |  |
|                     | Parciales: 14 - 16, 16 - 16, 20 - 23, 26 - 20                |                      |                                                                | |  |  |
|                     | Estadísticas José Rodríguez 22 Edward Santana 13 Ken Brown 5 | Reporte Pts Reb Asts | Estadísticas 19 Gerard DeVaughn 8 Antonio Peña 4 Gelvis Solano | Pabellón: Polideportivo Mario Ortega, San Francisco de Macorís, Duarte Árbitros: Reynaldo Mercedes, Joel Pérez y Carlos Cleto |  |  |
| Indios lidera 1-0   |                                                              |                      |                                                                | |  |  |
|                     |                                                              |                      |                                                                | |  |  |

| 31 de julio de 2018 | Reales de La Vega                                                       | 84–72                | Indios de San Francisco de Macorís                            | |  |  |
|                     | Parciales: 16 - 19, 21 - 20, 29 - 21, 18 - 12                           |                      |                                                               | |  |  |
|                     | Estadísticas Gelvis Solano 24 tres jugadores 6 G. Solano y R. Mendoza 6 | Reporte Pts Reb Asts | Estadísticas 13 Ken Brown 6 J. Fields y T. White 4 Ryan Scott | Pabellón: Palacio de los Deportes Fernando Teruel, Concepción de La Vega, La Vega Árbitros: Ambiorix Cruz, Raúl García y Erick Martínez |  |  |
| Serie empatada 1-1  |                                                                         |                      |                                                               | |  |  |
|                     |                                                                         |                      |                                                               | |  |  |

| 2 de agosto de 2018 | Indios de San Francisco de Macorís                          | 62–75                | Reales de La Vega                                                     | |  |  |
|                     | Parciales: 14 - 24, 26 - 21, 15 - 21, 7 - 9                 |                      |                                                                       | |  |  |
|                     | Estadísticas Gerardo Suero 27 Kiril Wachsmann 9 Ken Brown 3 | Reporte Pts Reb Asts | Estadísticas 13 A. Peña y J. Coronado 7 Kelly Beidler 5 Juan Coronado | Pabellón: Polideportivo Mario Ortega, San Francisco de Macorís, Duarte Árbitros: Roberto Mota, Daniel Asencio y Celestino Pérez |  |  |
| Reales lidera 2-1   |                                                             |                      |                                                                       | |  |  |
|                     |                                                             |                      |                                                                       | |  |  |

| 4 de agosto de 2018      | Reales de La Vega                                              | 112–93               | Indios de San Francisco de Macorís                            | |  |  |
|                          | Parciales: 32 - 17, 33 - 28, 20 - 22, 27 - 26                  |                      |                                                               | |  |  |
|                          | Estadísticas Juan Coronado 32 Kelly Beidler 10 Gelvis Solano 8 | Reporte Pts Reb Asts | Estadísticas 32 Gerardo Suero 6 Juan Miguel Suero 5 Ken Brown | Pabellón: Palacio de los Deportes Fernando Teruel, Concepción de La Vega, La Vega Árbitros: Ambiorix Cruz, Raúl García y Joel Pérez |  |  |
| Reales gana la serie 3-1 |                                                                |                      |                                                               | |  |  |
|                          |                                                                |                      |                                                               | |  |  |

### Finales del Circuito Sureste
| 30 de julio de 2018 | Cañeros del Este                                                      | 101–98               | Leones de Santo Domingo                                                | |  |  |
|                     | Parciales: 30 - 20, 14 - 15, 21 - 30, 19 - 19 (T.E.: 17 - 14)         |                      |                                                                        | |  |  |
|                     | Estadísticas Jezreel De Jesús 29 Branden Dawson 15 Jezreel De Jesús 5 | Reporte Pts Reb Asts | Estadísticas 28 J. J. Moore 12 M. J. Rhett 6 J. Corporán y R. Galloway | Pabellón: Polideportivo Eleoncio Mercedes, La Romana, La Romana Árbitros: Roberto Mota, Daniel Asencio y Nelson Almonte |  |  |
| Cañeros lidera 1-0  |                                                                       |                      |                                                                        | |  |  |
|                     |                                                                       |                      |                                                                        | |  |  |

| 1 de agosto de 2018 | Leones de Santo Domingo                                    | 84–88                | Cañeros del Este                                                 | |  |  |
|                     | Parciales: 21 - 22, 17 - 28, 25 - 20, 21 - 18              |                      |                                                                  | |  |  |
|                     | Estadísticas M. J. Rhett 27 M. J. Rhett 6 Ramon Galloway 5 | Reporte Pts Reb Asts | Estadísticas 22 Branden Dawson 10 Branden Dawson 9 Keith Appling | Pabellón: Polideportivo San Carlos, Santo Domingo, Distrito Nacional Árbitros: Reynaldo Mercedes, Joel Pérez y José Berroa |  |  |
| Cañeros lidera 2-0  |                                                            |                      |                                                                  | |  |  |
|                     |                                                            |                      |                                                                  | |  |  |

| 3 de agosto de 2018       | Cañeros del Este                                                | 84–78                | Leones de Santo Domingo                                                  | |  |  |
|                           | Parciales: 20 - 17, 21 - 25, 15 - 18, 28 - 18                   |                      |                                                                          | |  |  |
|                           | Estadísticas Keith Appling 24 Branden Dawson 12 Keith Appling 6 | Reporte Pts Reb Asts | Estadísticas 21 M. J. Rhett 9 J. J. Moore y M. J. Rhett 5 Ramon Galloway | Pabellón: Polideportivo Eleoncio Mercedes, La Romana, La Romana Árbitros: Raúl García, Erick Martínez y Juan Carlos Carvajal |  |  |
| Cañeros gana la serie 3-0 |                                                                 |                      |                                                                          | |  |  |
|                           |                                                                 |                      |                                                                          | |  |  |

### Serie Final
| Partido | Fecha        | Local             | Resultado   | Visitante         |
| ------- | ------------ | ----------------- | ----------- | ----------------- |
| 1       | 8 de agosto  | Reales de La Vega | 80-85 (0-1) | Cañeros del Este  |
| 2       | 10 de agosto | Cañeros del Este  | 71-89 (1-1) | Reales de La Vega |
| 3       | 12 de agosto | Reales de La Vega | 91-81 (2-1) | Cañeros del Este  |
| 4       | 15 de agosto | Cañeros del Este  | 69-63 (2-2) | Reales de La Vega |
| 5       | 17 de agosto | Reales de La Vega | 89-82 (3-2) | Cañeros del Este  |
| 6       | 19 de agosto | Cañeros del Este  | 79-89 (4-2) | Reales de La Vega |

|                                      |
|                                      |
| Campeón Reales de La Vega 2.º título |

| Jugador Más Valioso de la Serie Final |
| ------------------------------------- |
| Gerard DeVaughn (Reales de La Vega)   |